# 수중 화기

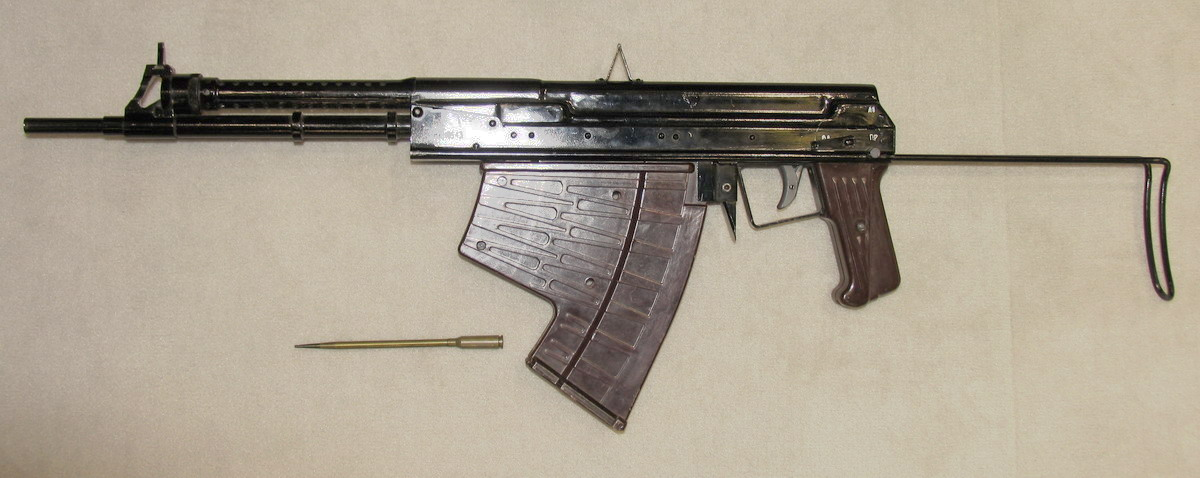
APS 수륙 양용 소총, 수중 돌격 소총

수중 화기(underwater firearm), 수중 총기 또는 수중총은 수중에서 사용하도록 설계된 총기류이다. 수중 총기나 후장총은 일반적으로 표준 총알 대신 화살촉이나 창 모양의 볼트를 발사한다. 이는 가압된 가스에 의해 발사될 수 있다.

## 역사
수중 화기는 1960년대 냉전 시대에 전투 다이버를 무장시키기 위한 방법으로 처음 개발되었다.

## 설계
표준 총알 탄약은 수중에서 잘 작동하지 않기 때문에 수중 총기는 일반적으로 표준 총알 대신 화살탄을 발사한다.
수중 권총의 총신은 일반적으로 소총이 아니다. 오히려, 발사된 발사체는 유체역학적 효과에 의해 수중에서 탄도 궤적을 유지한다. 강선이 없기 때문에 이 무기는 물 밖에서 발사할 때 상대적으로 부정확하다. 수중 소총은 수중 권총보다 강력하고 물 밖에서도 더 정확하지만 수중 권총은 수중에서 더 쉽게 조작할 수 있다.